# Юдомо-Майське нагір'я
Ю́домо-Ма́йське нагі́р'я (рос. Ю́домо-Ма́йское наго́рье) — нагір'я у Східному Сибіру та на Далекому Сході, на території Хабаровського краю і Республіки Саха (Якутія) Росії.

## Географія
Нагір'я розташоване у Східному Сибіру та Далекому Сході Росії, у північній частині Хабаровського краю і частково у південно-східній частині Республіки Саха (Якутія), у басейні річок Маї та її притоки Юдоми (басейн річки Алдан).
Юдомо-Майське нагір'я простирається від самої південної петлі річки Майї до верхів'їв Аллах-Юня. Північні масиви вищі і переважно сильніше розчленовані, їх вершини сягають до 2000 м. У південній частині, середні висоти становлять 700–800 м. 
Найвища точка Юдомо-Майського нагір'я — гора Шпиль-Тарбаганнах (2213 м), за іншими даними висота вершини становить 2184 м. Нагір'я головним чином складено пісковиками і глинистими сланцями.
У південній частині нагір'я вирізняються хребет: Челат (1510 м); масиви: Верхньо-Майська група (1563 м) та Майська група (1354 м). У північній частині — хребет: Кутельський (1637 м), гольці Уемляхські (2132 м), Тарбаганахські (2167 м).

## Клімат
Клімат місцевості надзвичайно суворий, різко континентальний, температури повітря у січні коливаються від −34 до −43 °C. Максимальні морози сягають −58 — −62 °C. Влітку середня температура липня у долинах не перевищує +18 °C. Опадів випадає від 250 до 800 мм на рік, переважна їх частина припадає на другу половину літа.

## Рослинність
Більша частина нагір'я вкрита тайгою. В горах яскраво виражена вертикальна зональність розповсюдження рослинності. Ділянки, що примикають до долин, особливо в південній частині, покриті модриновими лісами борового типу. Вище 500 м вони змінюються середньогірською тайгою, яка поширюється до висоти 1000 м. Тут зустрічається саянська ялина і кам'яна береза, в найвищих частинах ростуть рідколистяні низькорослі ліси з мохово-лишайниковим покривом. У північних районах області на масивах вище 1200 м, поширені зарості кедрового сланця і рослинність гірської тундри.

### Топографічні карти
- Аркуш карти O-53 р. Майя. Масштаб: 1:1 000 000. Видання 1987 р.
- Аркуш карти O-54 Охотськ. Масштаб: 1:1 000 000.
- Аркуш карти P-53,54 Масштаб: 1:1 000 000.